# Powiat Leer
Powiat Leer (niem. Landkreis Leer) – powiat w niemieckim kraju związkowym Dolna Saksonia. Siedziba powiatu znajduje się w mieście Leer.

## Podział administracyjny
Powiat Leer składa się z:
- 3 miast
- 7 samodzielnych gmin (niem. Einheitsgemeinde)
- 2 gmin zbiorowych (Samtgemeinde)
- 1 obszaru wolnego administracyjnie (gemeindefreies Gebiet)

Miasta:
| Lp. | Nazwa miasta        | Ludność (31.12.2008) | Powierzchnia km² |
| --- | ------------------- | -------------------- | ---------------- |
| 1   | Borkum              | 5.266                | 30,74            |
| 2   | Leer (Ostfriesland) | 34.154               | 70,30            |
| 3   | Weener              | 15.676               | 81,24            |

Gminy samodzielne:
| Lp. | Nazwa gminy      | Ludność (31.12.2008) | Powierzchnia km² |
| --- | ---------------- | -------------------- | ---------------- |
| 1   | Bunde            | 7.571                | 121,00           |
| 2   | Jemgum           | 3.679                | 78,48            |
| 3   | Moormerland      | 22.500               | 122,00           |
| 4   | Ostrhauderfehn   | 10.606               | 51,00            |
| 5   | Rhauderfehn      | 17.309               | 102,92           |
| 6   | Uplengen         | 11.448               | 149,00           |
| 7   | Westoverledingen | 19.936               | 111,90           |

Gminy zbiorowe:
| Lp. | Nazwa gminy | Ludność (31.12.2008) | Powierzchnia km² | Liczba gmin |
| --- | ----------- | -------------------- | ---------------- | ----------- |
| 1   | Hesel       | 10.362               | 84,31            | 6           |
| 2   | Jümme       | 6.440                | 82,34            | 3           |

Obszary wolne administracyjnie:
| Lp. | Nazwa obszaru | Ludność (31.12.2008)  | Powierzchnia km² |
| --- | ------------- | --------------------- | ---------------- |
| 1   | Lütje Hörn    | obszar niezamieszkany | 0,31             |